# اینس کانتر فریدم
اینس کانتر فریدم (انگلیسی: Enes Kanter Freedom؛ زادهٔ ۲۰ مهٔ ۱۹۹۲) بازیکن بسکتبال اهل ترکیه است.
از باشگاه‌هایی که در آن بازی کرده‌است می‌توان به پورتلند تریل بلیزرز، نیویورک نیکس، یوتا جاز، باشگاه بسکتبال مردان فنرباغچه، بوستون سلتیکس، و اکلاهما سیتی تاندر اشاره کرد.
وی در مسابقات کشوری و بین‌المللی در مجموع برندهٔ ۱ مدال برنز شده‌است.